# Armando Manzanero
Armando Manzanero, född 7 december 1935 i Mérida i Yucatán, död 28 december 2020 i Mexico City, var en mexikansk sångare, musiker och kompositör inom den iberoamerikanska musiken. Han har skrivit fler än 400 sånger, av vilka drygt 50 har blivit internationellt kända. Han har deltagit i många radio- och TV-program, spelat in drygt 30 skivor och skrivit musik till många filmer.
Bland hans mest populära sånger finns “Voy a apagar la luz”, “Contigo aprendí”, “Adoro”, “Esta tarde vi llover”, “Por debajo de la mesa”, “Somos novios” och “Felicidad”.

## Biografi
Vid åtta års ålder påbörjade han sina musikstudier vid konstskolan i sin hemstad, och de avslutades senare i Mexico City. Han komponerade sin första melodi, "Nunca en el mundo" 1950 och året efter inledde han sin karriär som professionell pianist. Sex år senare börjar han arbeta som musikdirektör vid skivbolaget CBS mexikanska filial. Kort därefter börjar han att som pianist accompanjera artister som Pedro Vargas, Lucho Gatica och Raphael. 
Hans musik har tolkats av internationellt kända personligheter som Frank Sinatra, Tony Bennett, Elvis Presley, Frank Pourcel, Paul Mauriat, Ray Conniff, Manoella Torres, Marco Antonio Muñiz, Edith Márquez, Raphael, Moncho, José José, El Tri, Andrea Bocelli, Andrés Calamaro, Christina Aguilera, Pasión Vega y Luis Miguel.

## Diskografi (urval)
- 1959: Mi Primera Grabación
- 1967: A mi amor... Con mi amor
- 1967: Manzanero el Grande
- 1968: Somos Novios
- 1968: Armando Manzanero, su piano y su música
- 1969: Para mi siempre amor
- N/A: Que bonito viven los enamorados
- 1976: Lo mejor de Armando Manzanero
- 1977: Fanático de ti
- 1977: Corazón Salvaje
- 1979: Ternura y Romance
- 1981: Mi trato contigo
- 1982: Otra vez romántico
- 1985: Armando Manzanero
- 1987: Cariñosamente, Manzanero
- 1988: Mientras existas tú
- 1992: Las canciones que quise escribir
- 1993: Entre amigos
- 1995: El piano... Manzanero y sus amigos
- 1996: Nada Personal
- 1998: Manzanero y La Libertad
- 2001: Duetos
- 2002: Duetos 2
- 2002: Lo Mejor de lo Mejor
- 2005: Lo Esencial